# Brevin Knight
Brevin Adon Knight (* 8. November 1975 in Livingston, New Jersey) ist ein ehemaliger US-amerikanischer Basketballspieler.

## NBA
Knight spielte vier Jahre für die Stanford University, die er als bester Vorlagengeber und Balldieb der Teamgeschichte verließ. Knight wurde daraufhin beim NBA-Draft 1997 an 16. Stelle von den Cleveland Cavaliers ausgewählt. Er etablierte sich bereits in seinem Rookiejahr zum Starter und erzielte in 80 Spielen 9,0 Punkte, 8,2 Assists und 2,5 Steals. Er führte auch die Liga in Steals pro Spiel an. Knight wurde zudem in das NBA All-Rookie First Team berufen. Die nächsten beiden Jahren verblieb er der startende Point Guard, ehe er in der Saison 2000–2001 von Andre Miller verdrängt wurde und zu den Atlanta Hawks transferiert wurde. In den darauffolgenden Jahren spielte Knight für mehrere NBA-Mannschaften, meist als Point Guard-Ersatz. Erst bei den Charlotte Bobcats hatte er wieder für mehrere Jahre den Platz als Starter sicher und kam in der Saison 2005–06 zu seiner individuell besten Saison mit 12,6 Punkte, 8,8 Assists und 2,3 Steals pro Spiel. Die Playoffs erreichte er in dieser Zeit jedoch nicht. Die letzten beiden Jahre spielte er, mit limitierter Spielzeit, bei den Los Angeles Clippers und Utah Jazz.
Nach seinem Karriereende, arbeitete Knight 2010 als Kommentator für die Spiele der Memphis Grizzlies.